# 迪克湖
54°9′58″N 10°31′15″E / 54.16611°N 10.52083°E

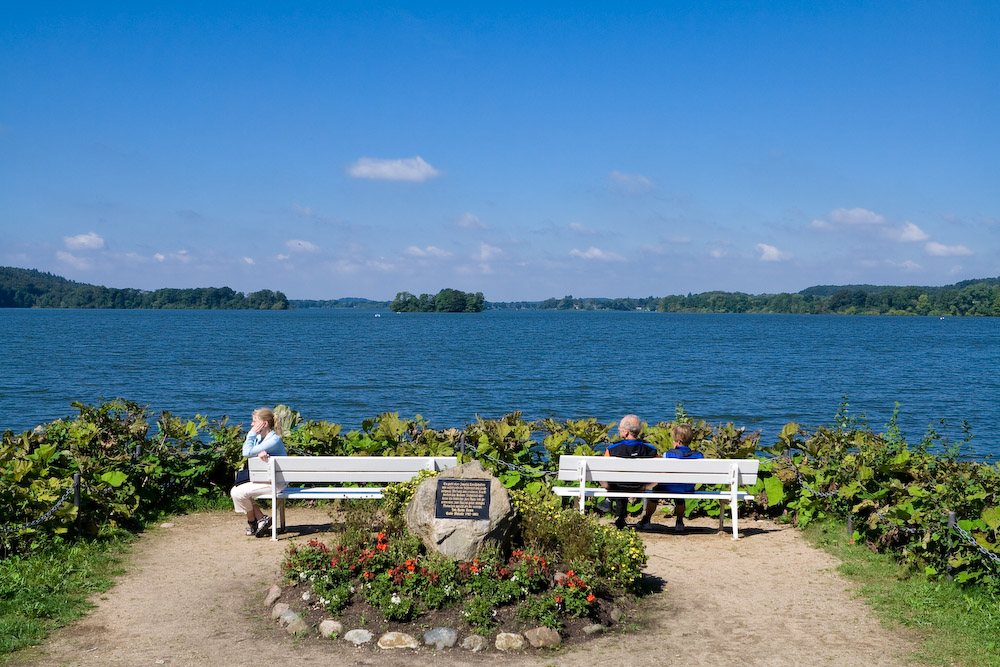

迪克湖（德語：Dieksee），是德國的湖泊，位於該國北部石勒蘇益格-荷爾斯泰因州，面積3.7平方公里，海拔高度22米，平均水深14米，最大水深38米，水體容量5,410萬立方米，湖岸線長度11.5公里。